# Would-Be-Goods

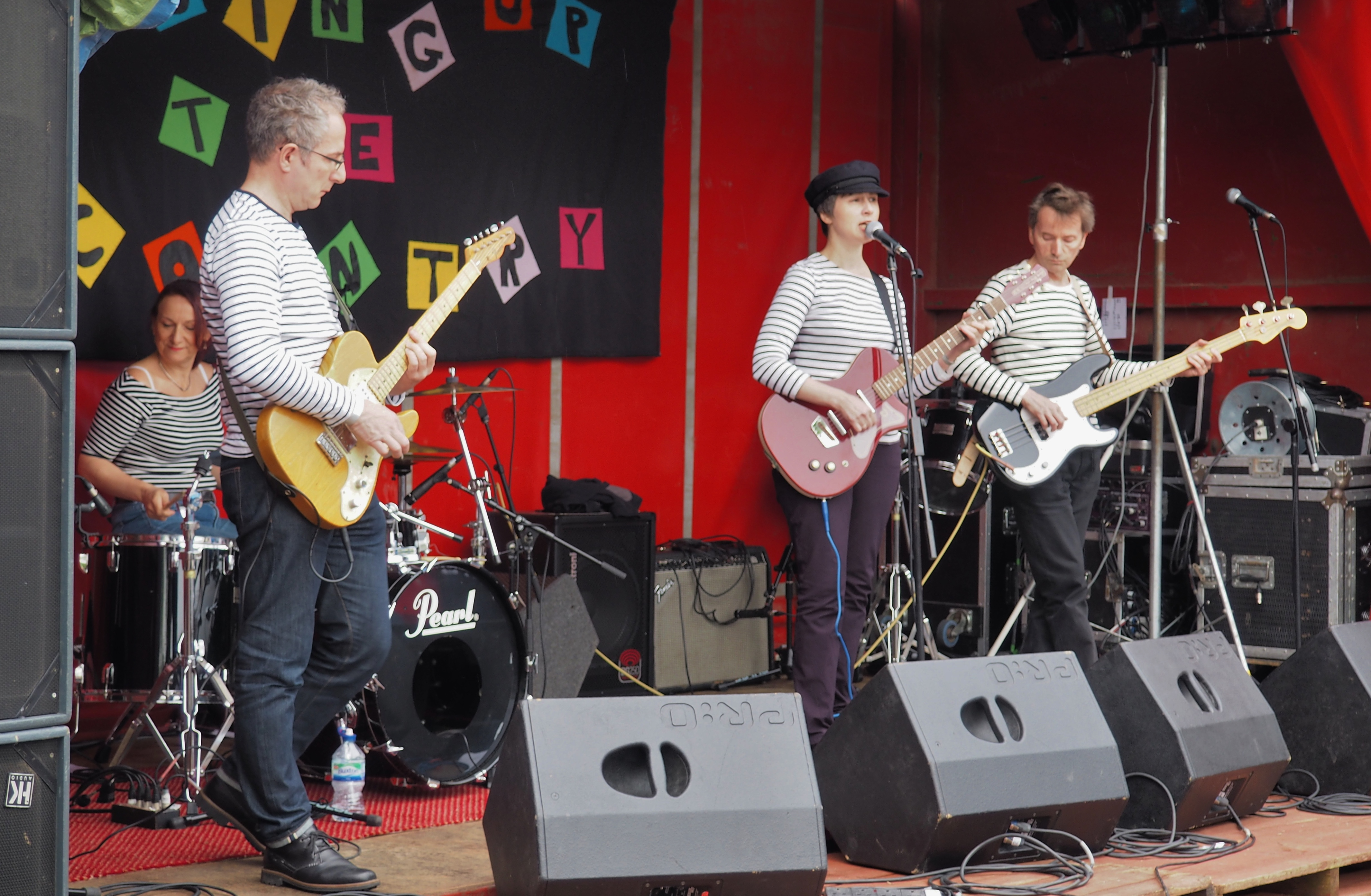
Would-Be-Goods

Die Would-Be-Goods sind eine britische Indie-Pop-Band um die Sängerin Jessica Griffin.

## Bandgeschichte
1987 nahm Jessica Griffin die Single Fruit Paradise / Hanging Gardens Of Reigate auf, die bei él Records unter dem Künstlernamen Would-Be-Goods erschien. Der Name ist vom Titel eines Kinderbuchs von Edith Nesbit abgeleitet, The Woodbegoods (dt. Der Club der guten Taten).
Bei der Aufnahme ihres ersten Albums mit eigenen Songs The Camera Loves Me, produziert von Keith West und veröffentlicht 1988 bei él Records, hatte Griffin keine eigene Band und wurde von The Monochrome Set begleitet. Auch Jessicas Schwester Miranda war als Autorin und Begleitsängerin an dem Projekt beteiligt. Erst fünf Jahre später kam es zur Aufnahme des zweiten Albums Mondo (1992), wiederum mit The Monochrome Set als Begleitband.
1999 bildete Griffin mit Peter Momtchiloff als Gitarrist und Bassist eine neue Version der Would-Be-Goods. Die Keyboards spielte Orson Presence von The Monochrome Set, am Schlagzeug saß zunächst Struan Robertson, dann Jim Kimberley. Es erschienen zwei EPs, Emmanuelle Béart (2001) und Sugar Mummy (2002).
Das dritte Album Brief Lives erschien Anfang 2002. Zu dieser Zeit hatten die Would-Be-Goods ihre ersten Live-Auftritte, zunächst als Duo Griffin-Momtchiloff, dann mit Deborah Green am Schlagzeug. Im Sommer 2002 stieß Lupe Nuñez-Fernandez am Bass dazu. Die Gruppe hatte Auftritte in London und an der amerikanischen Ostküste.
Nach dem vierten Album The Morning After (2004) verließ Nuñez-Fernandez die Would-Be-Goods, um sich auf die Arbeit mit ihrer eigenen Band Pipas zu konzentrieren; an ihrer Stelle kam Andy Warren von The Monochrome Set. Das fünfte Album Eventyr kam 2008 heraus.

## Trivia
Christian Krachts 1995 erschienenem Roman „Faserland“ ist ein Zitat aus dem Lied „Amaretto“ vom Album „The Camera Loves Me“ vorangestellt.